# Андерсън (окръг, Тексас)
Вижте пояснителната страница за други значения на Андерсън.
Окръг Андерсън (на английски: Anderson County) е окръг в щата Тексас, Съединени американски щати. Площта му е 2792 km², а населението - 55 109 души (2000). Административен център е град Палестин.